# Ophryoscolex
Genre
Ophryoscolex est un genre de Ciliés de l’ordre des Entodiniomorphida et de la famille des Ophryoscolecidae.

## Étymologie
Le nom de Ophryoscolex est dérivé du grec ancien οφρύς / ophrýs, « cil, cilium, cilié »), et σκώληξ / skólèx, « ver », par analogie avec les scolex des vers Cestodes avec lesquels ce protozoaire présente une certaine ressemblance.

## Description
Les genres Ophryoscolex et Entodinium sont les plus éloignés parmi les formes d'infusoires connues. À première vue ils ressemblent à des Rotifères, mais l'absence de canal intestinal en fait des infusoires à part entière.
Le genre Ophryoscolex possède un corps nu, fortement cuirassé, vermiforme, avec une face ventrale étroite et plate et un dos et des côtés fortement bombés.
Le corps est tronqué à l'avant, arrondi à l'arrière et se prolonge par une queue en forme d'épine, proche de la face ventrale, au-dessus de la base de laquelle se trouve l'ouverture anale.
À l'extrémité antérieure du corps tronqué se trouve un organe vertébral en forme de manchette, pourvu d'un orifice terminal, dont le bord libre est garni de cils très forts, semblables à des griffes ; cet organe est formé par une duplication de la structure externe du corps et peut être rétracté et expulsé à volonté ; lorsqu'il est rétracté, le bord antérieur du corps se referme comme un sphincter.
Au milieu du dos, sous un repli de la peau du corps, se trouve aussi une ceinture ciliaire oblique rétractable, en forme d'arc, qui descend presque jusqu'à l'abdomen et qui est également composée d'épais cils en forme de griffes.
À l'intérieur du corps, sur le côté droit, se trouve un noyau ovale allongé sur lequel repose extérieurement un petit nucléole rond.
À la surface du corps se trouvent plusieurs cavités rondes qui se contractent très lentement et reprennent ensuite leur volume antérieur ; ce sont des réservoirs contractiles.

## Systématique
Ce genre a été décrit en 1859 par Samuel Friedrich Nathaniel Stein. L'espèce type est Ophryoscolex inermis.

## Liste des espèces
Selon GBIF (28 novembre 2023) :
- Ophryoscolex africanum
- Ophryoscolex bicinctus Dogiel, 1927
- Ophryoscolex bicoronatus Dogiel, 1927
- Ophryoscolex buissoni Dogiel, 1927
- Ophryoscolex caudatus Eberlein, 1895
- Ophryoscolex fasciculus Awerinzew & Mutafowa, 1914
- Ophryoscolex inermis Stein, 1859
- Ophryoscolex intermixtus Awerinzew & Mutafowa, 1914
- Ophryoscolex labiatus Awerinzew & Mutafowa, 1914
- Ophryoscolex purknei Stein, 1859
- Ophryoscolex purkynei Stein, 1859
- Ophryoscolex purkynjei Stein, 1859
- Ophryoscolex quadricornatus Dogiel, 1927
- Ophryoscolex spinosus Kofoid & MacLennan, 1933